# Pailhac
Pailhac est une commune française située dans le sud-est du département des Hautes-Pyrénées, en région Occitanie.
Sur le plan historique et culturel, la commune est dans le Pays d'Aure, constitué de la vallée de la Neste (en aval de Sarrancolin), de la vallée d'Aure (en amont de Sarrancolin) et de la vallée du Louron. Exposée à un climat de montagne, aucun cours d'eau permanent n'est répertorié sur la communedivers petits cours d'eau. La commune possède un patrimoine naturel remarquable composé de deux zones naturelles d'intérêt écologique, faunistique et floristique.
Pailhac est une commune rurale qui compte 83 habitants en 2022, après avoir connu une forte hausse de la population depuis 1975. Ses habitants sont appelés les Pailhacais ou  Pailhacaises.

## Géographie

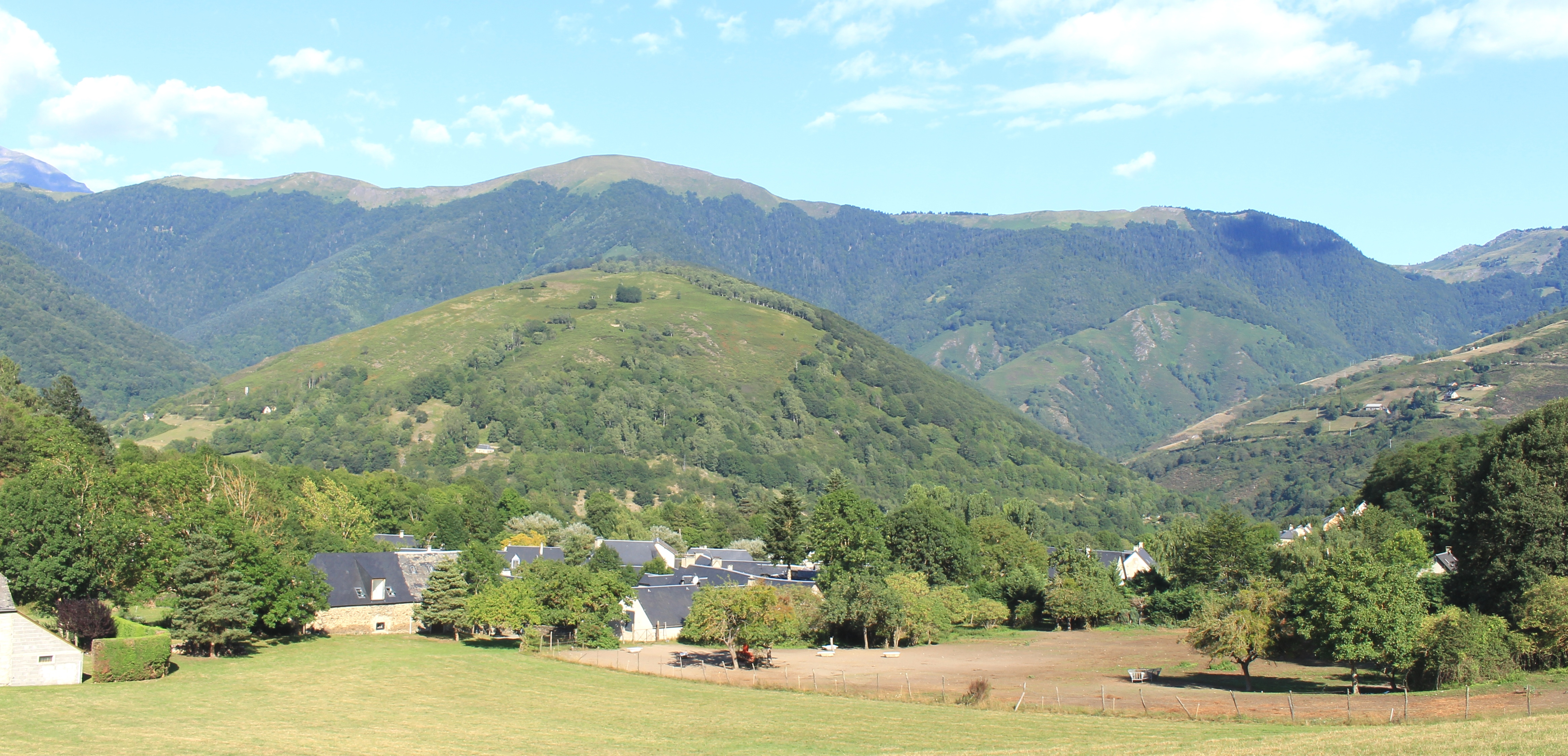
Vue générale du village.

### Localisation
La commune de Pailhac se trouve dans le département des Hautes-Pyrénées, en région Occitanie.
Elle se situe à 43 km à vol d'oiseau de Tarbes, préfecture du département, à 25 km de Bagnères-de-Bigorre, sous-préfecture, et à 22 km de Capvern, bureau centralisateur du canton de Neste, Aure et Louron dont dépend la commune depuis 2015 pour les élections départementales.
La commune fait en outre partie du bassin de vie d'Arreau.
Les communes les plus proches sont : 
Arreau (0,8 km), Jézeau (1,3 km), Lançon (2,5 km), Fréchet-Aure (2,5 km), Cadéac (2,6 km), Cazaux-Debat (2,6 km), Barrancoueu (2,7 km), Ris (3,4 km).
Sur le plan historique et culturel, Pailhac fait partie du pays de la vallée d'Aure ou pays d'Aure, constitué de la vallée de la Neste (en aval de Sarrancolin), de la vallée d'Aure (en amont de Sarrancolin) et de la vallée du Louron (confluente à Arreau).

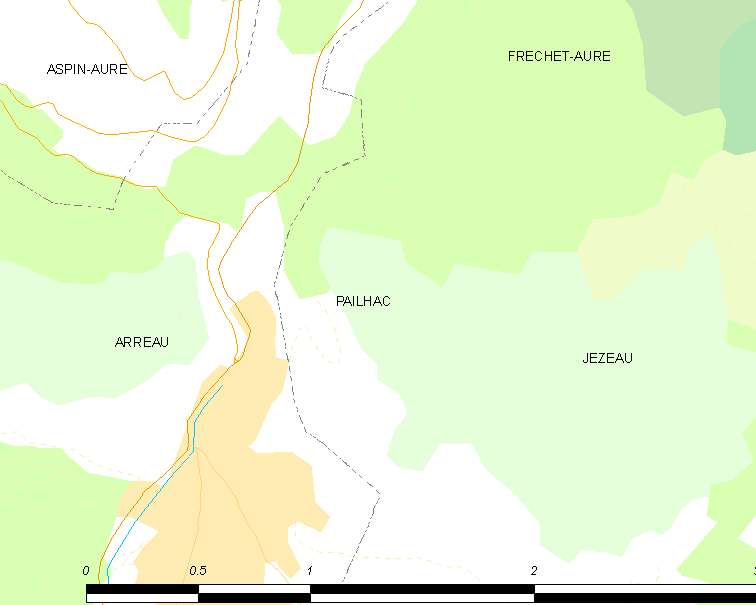
Carte de la commune de Pailhac et des proches communes.

|        | Fréchet-Aure |        |
| Arreau | Pailhac      | Jézeau |
|        |              |        |

### Paysages et relief
- Localisation de Pailhac dans le département des Hautes-Pyrénées.

### Hydrographie
Il n'y a pas de ruisseau ou cours d'eau qui traverse le village.

### Climat
Le climat qui caractérise la commune est qualifié, en 2010, de « climat des marges montargnardes », selon la typologie des climats de la France qui compte alors huit grands types de climats en métropole. En 2020, la commune ressort du type « climat de montagne » dans la classification établie par Météo-France, qui ne compte désormais, en première approche, que cinq grands types de climats en métropole. Pour ce type de climat, la température décroît rapidement en fonction de l'altitude. On observe une nébulosité minimale en hiver et maximale en été. Les vents et les précipitations varient notablement selon le lieu.
Les paramètres climatiques qui ont permis d’établir la typologie de 2010 comportent six variables pour les températures et huit pour les précipitations, dont les valeurs correspondent à la normale 1971-2000. Les sept principales variables caractérisant la commune sont présentées dans l'encadré ci-après.
| Paramètres climatiques communaux sur la période 1971-2000 - Moyenne annuelle de température : 10,4 °C - Nombre de jours avec une température inférieure à −5 °C : 5,7 j - Nombre de jours avec une température supérieure à 30 °C : 3,9 j - Amplitude thermique annuelle : 14,7 °C - Cumuls annuels de précipitation : 1 063 mm - Nombre de jours de précipitation en janvier : 10 j - Nombre de jours de précipitation en juillet : 8,1 j |

Avec le changement climatique, ces variables ont évolué. Une étude réalisée en 2014 par la Direction générale de l'Énergie et du Climat complétée par des études régionales prévoit en effet que la  température moyenne devrait croître et la pluviométrie moyenne baisser, avec toutefois de fortes variations régionales. Ces changements peuvent être constatés sur la station météorologique de Météo-France la plus proche, « Arreau Borderes », sur la commune d'Arreau, mise en service en 1943 et qui se trouve à 1 km à vol d'oiseau,, où la température moyenne annuelle est de 9,6 °C et la hauteur de précipitations de 894,8 mm pour la période 1981-2010.
Sur la station météorologique historique la plus proche, « Tarbes-Lourdes-Pyrénées », sur la commune d'Ossun, mise en service en 1946 et à 44 km, la température moyenne annuelle évolue de 12,2 °C pour la période 1971-2000, à 12,6 °C pour 1981-2010, puis à 12,9 °C pour 1991-2020.

### Milieux naturels et biodiversité
L’inventaire des zones naturelles d'intérêt écologique, faunistique et floristique (ZNIEFF) a pour objectif de réaliser une couverture des zones les plus intéressantes sur le plan écologique, essentiellement dans la perspective d’améliorer la connaissance du patrimoine naturel national et de fournir aux différents décideurs un outil d’aide à la prise en compte de l’environnement dans l’aménagement du territoire.
Une ZNIEFF de type 1 est recensée sur la commune :
les « vallons forestiers et milieux subalpins en rive droite du bas Louron » (6 635 ha), couvrant 17 communes dont deux dans la Haute-Garonne et 15 dans les Hautes-Pyrénées et une ZNIEFF de type 2, : 
la « vallée du Louron » (16 472 ha), couvrant 30 communes dont six dans la Haute-Garonne et 24 dans les Hautes-Pyrénées.

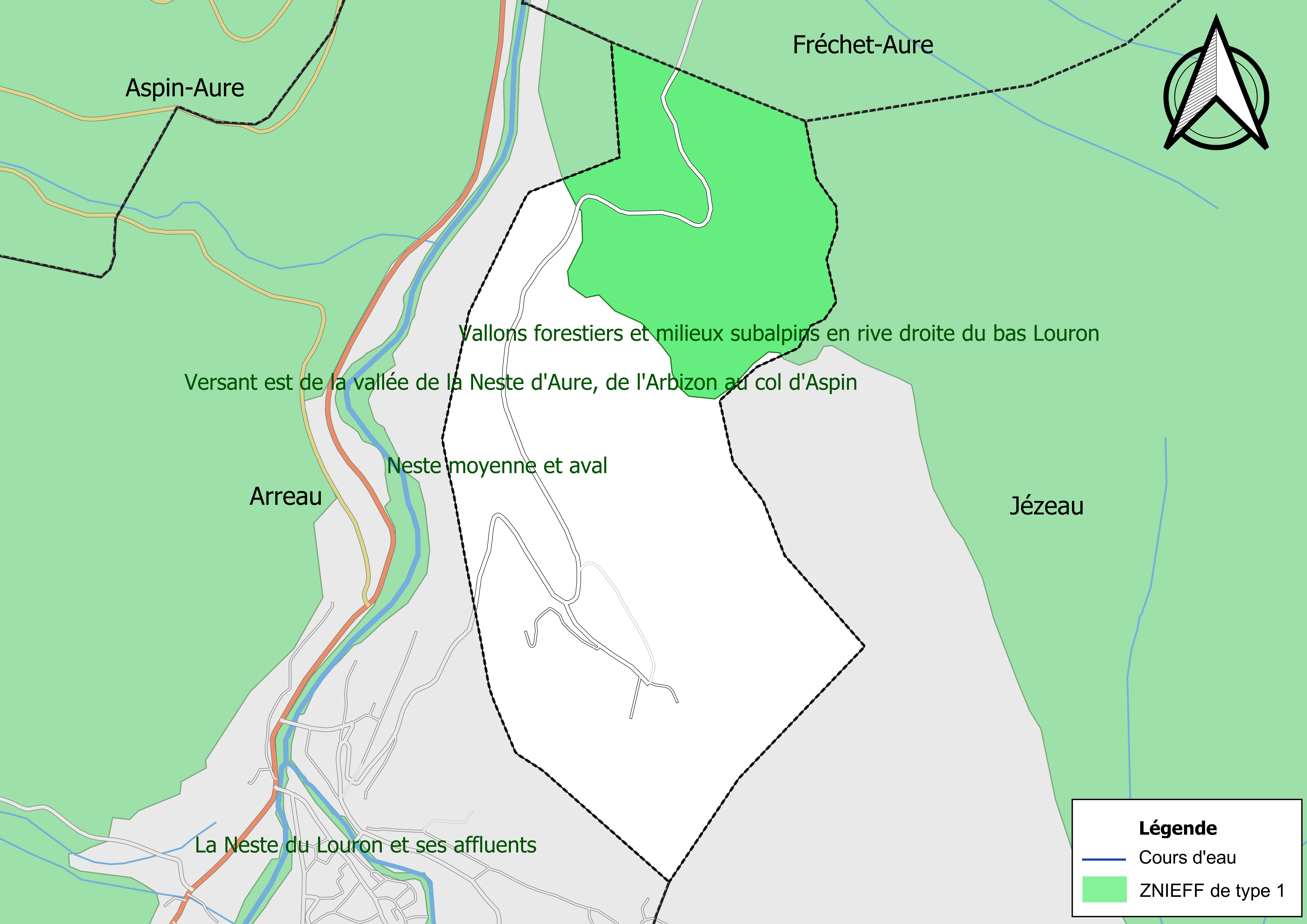
Carte de la ZNIEFF de type 1 sur la commune.
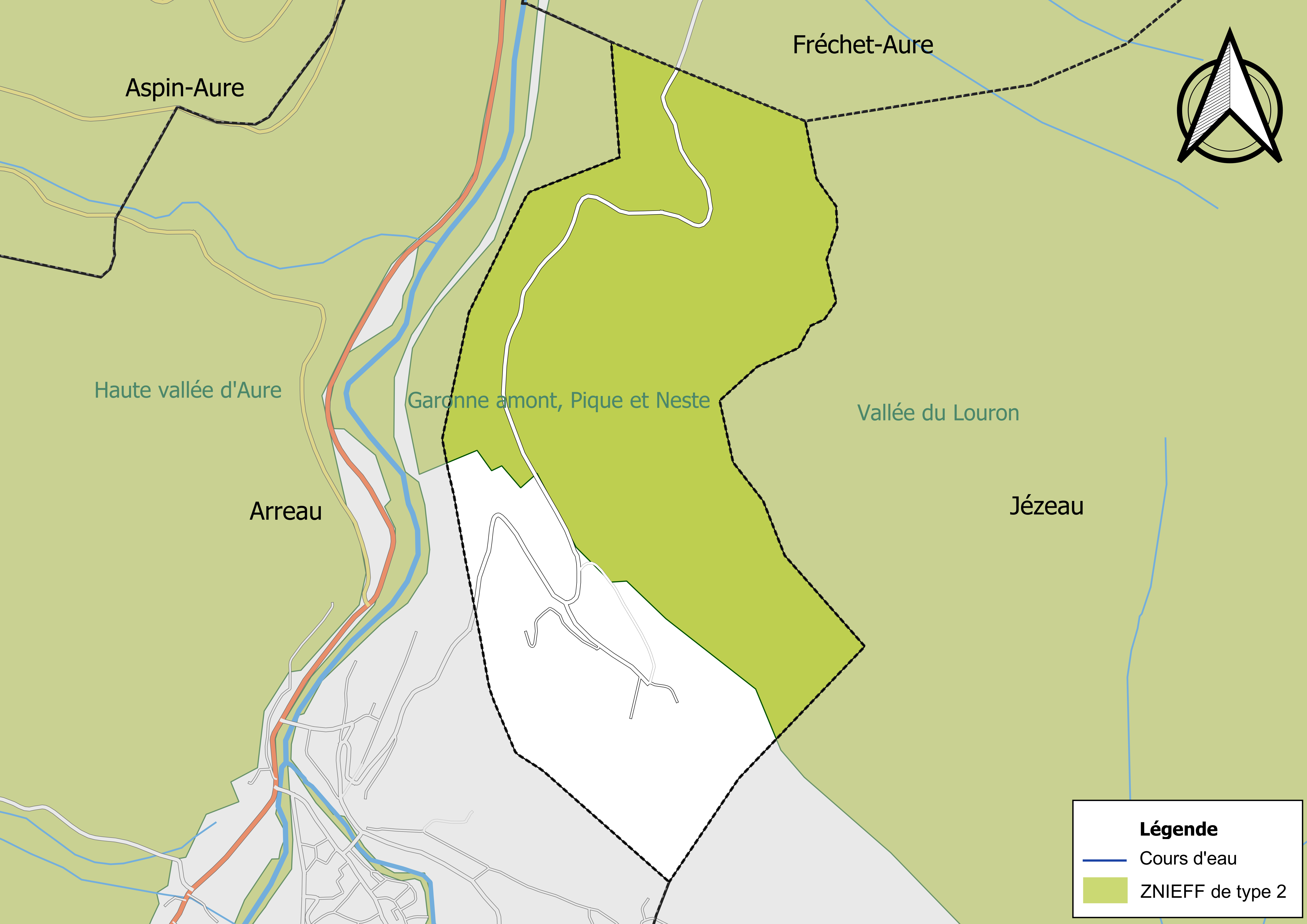
Carte de la ZNIEFF de type 2 sur la commune.

## Urbanisme

### Typologie
Au 1er janvier 2024, Pailhac est catégorisée commune rurale à habitat dispersé, selon la nouvelle grille communale de densité à sept niveaux définie par l'Insee en 2022.
Elle est située hors unité urbaine et hors attraction des villes,.

### Occupation des sols
L'occupation des sols de la commune, telle qu'elle ressort de la base de données européenne d’occupation biophysique des sols Corine Land Cover (CLC), est marquée par l'importance des forêts et milieux semi-naturels (72,6 % en 2018), une proportion identique à celle de 1990 (72,6 %). La répartition détaillée en 2018 est la suivante : 
forêts (36,4 %), milieux à végétation arbustive et/ou herbacée (36,3 %), zones agricoles hétérogènes (27,4 %).
L'IGN met par ailleurs à disposition un outil en ligne permettant de comparer l’évolution dans le temps de l’occupation des sols de la commune (ou de territoires à des échelles différentes). Plusieurs époques sont accessibles sous forme de cartes ou photos aériennes : la carte de Cassini (XVIIIe siècle), la carte d'état-major (1820-1866) et la période actuelle (1950 à aujourd'hui).

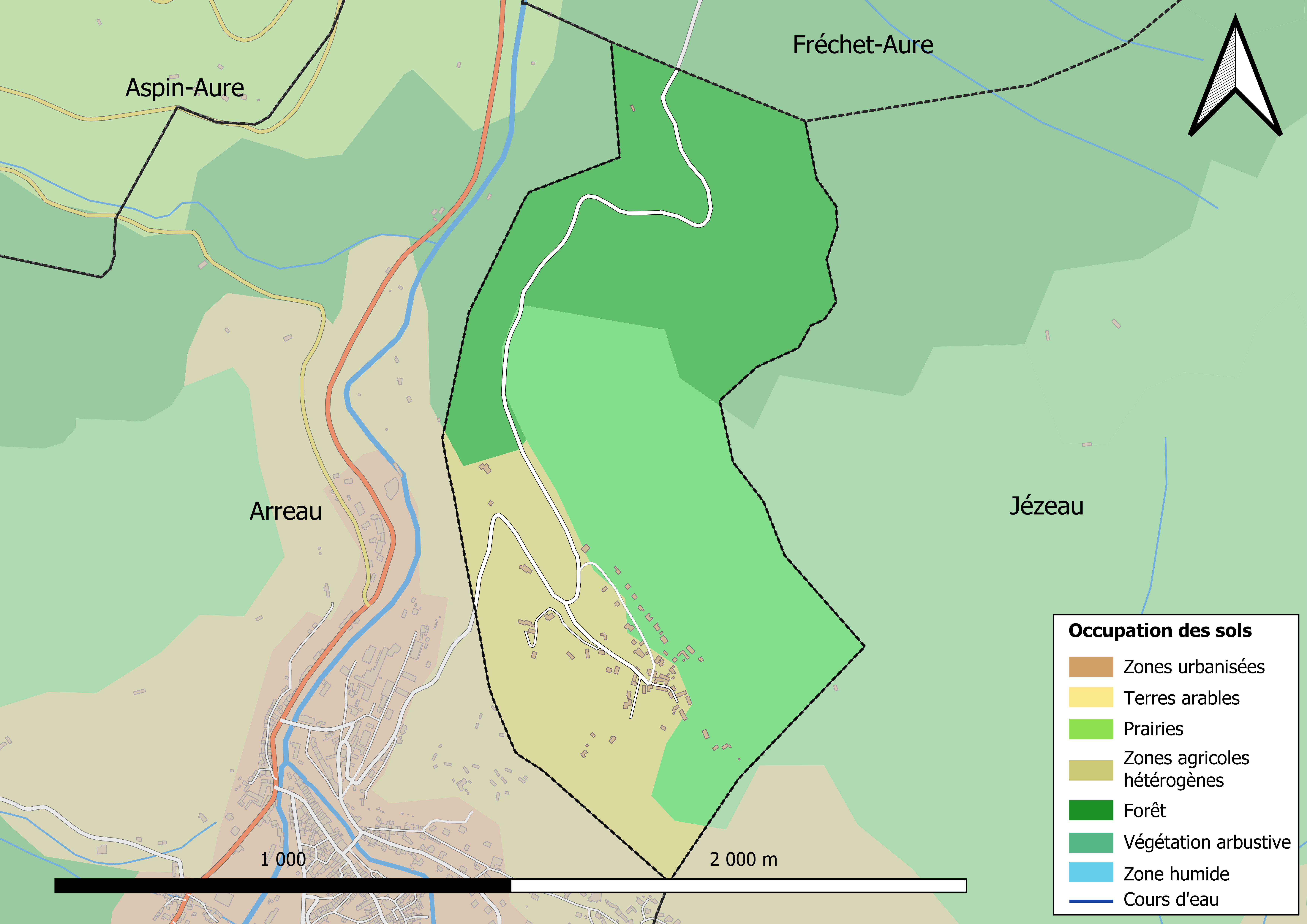
Carte des infrastructures et de l'occupation des sols en 2018 (CLC) de la commune.
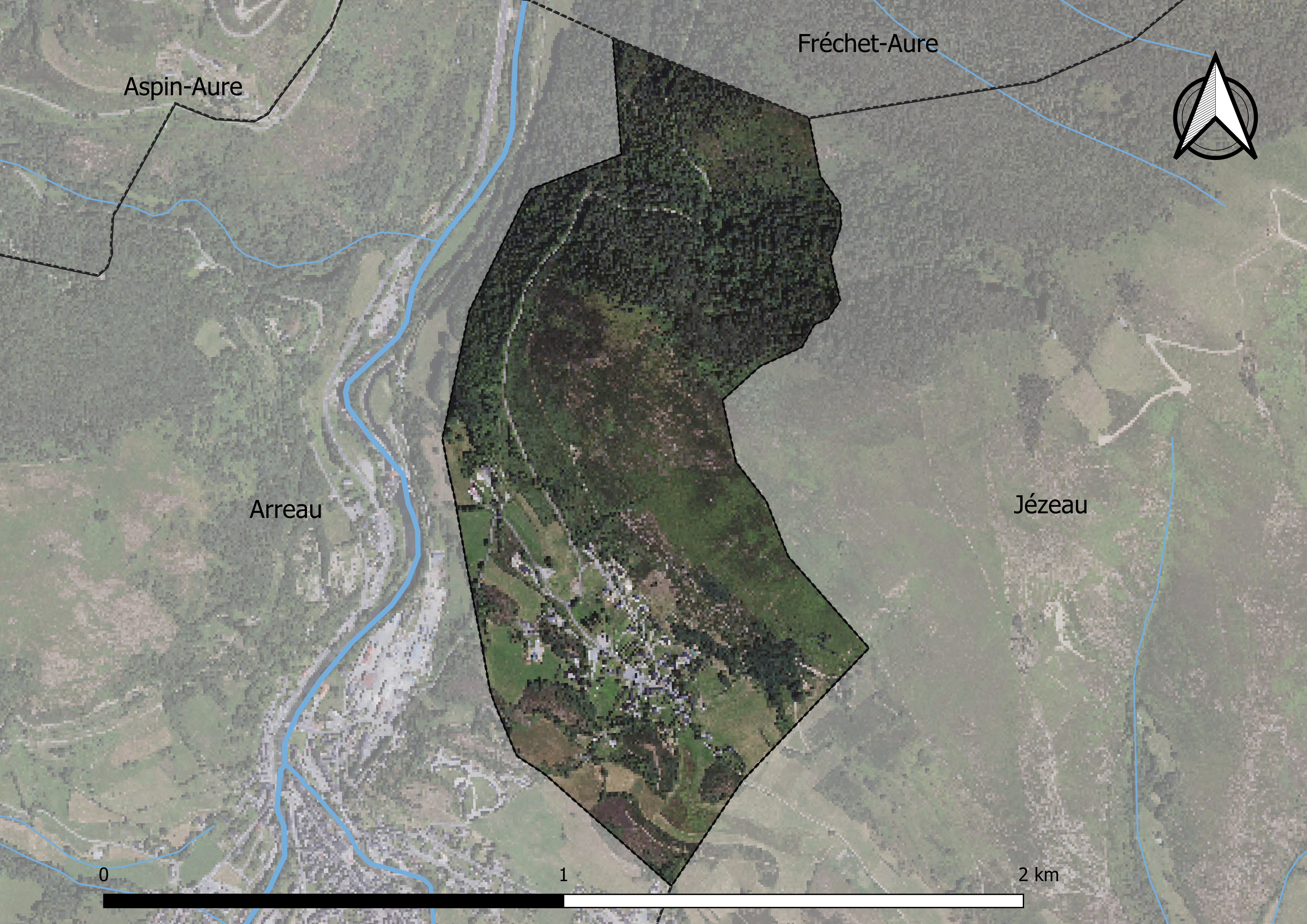
Carte orthophotogrammétrique de la commune.

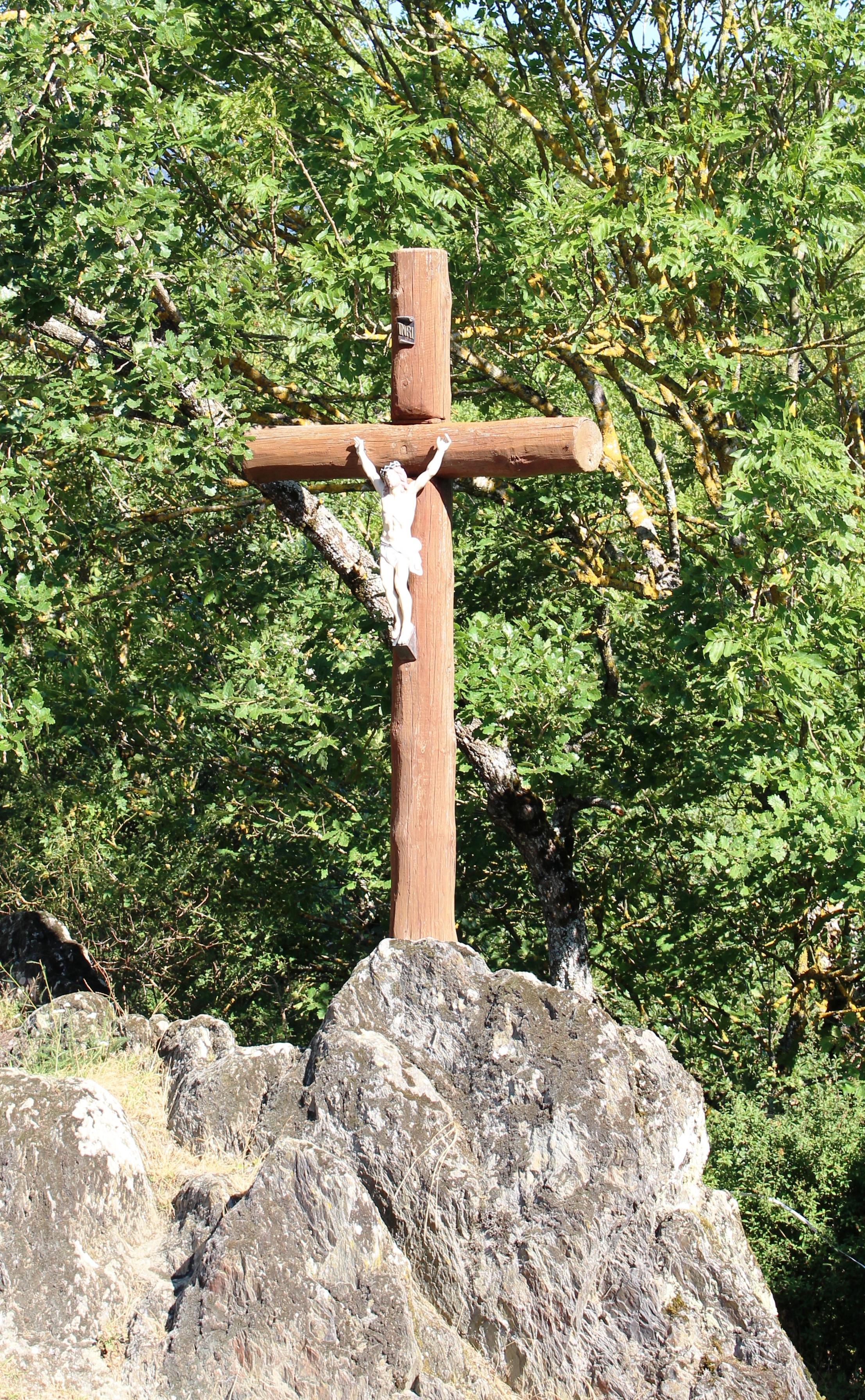
Une croix.

### Logement

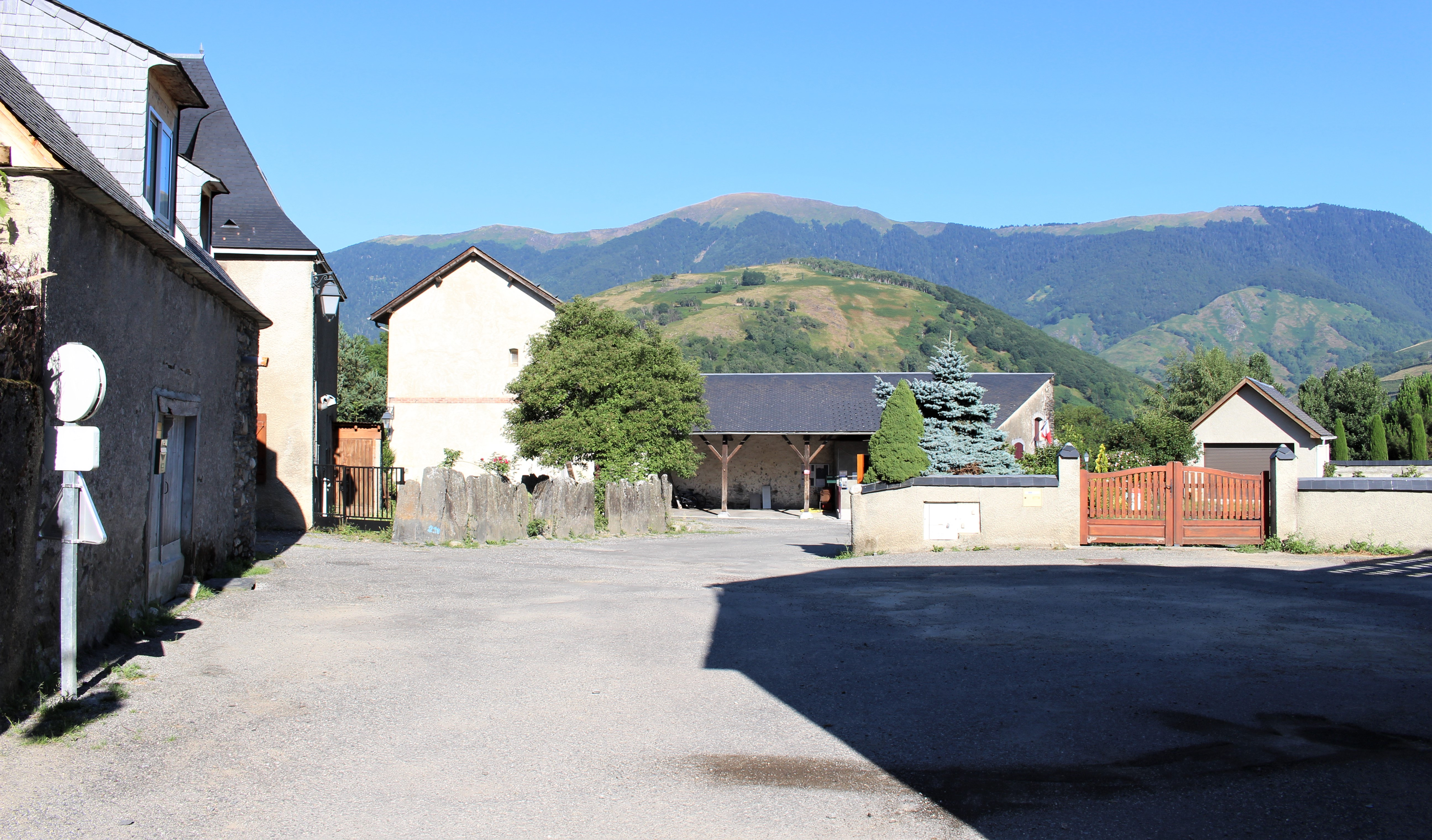
La place du village.

En 2012, le nombre total de logements dans la commune est de 45.

Parmi ces logements, 59,6 % sont des résidences principales, 38,1 % des résidences secondaires et 2,2 % des logements vacants.

### Voies de communication et transports
Cette commune est desservie par la route départementale D 19.

### Risques majeurs
Le territoire de la commune de Pailhac est vulnérable à différents aléas naturels : météorologiques (tempête, orage, neige, grand froid, canicule ou sécheresse), inondations, feux de forêts, mouvements de terrains et séisme (sismicité moyenne). Un site publié par le BRGM permet d'évaluer simplement et rapidement les risques d'un bien localisé soit par son adresse soit par le numéro de sa parcelle.
Certaines parties du territoire communal sont susceptibles d’être affectées par le risque d’inondation par débordement de cours d'eau, notamment l'Arros, le Bouès, le Lène. La cartographie des zones inondables en ex-Midi-Pyrénées réalisée dans le cadre du XIe Contrat de plan État-région, visant à informer les citoyens et les décideurs sur le risque d’inondation, est accessible sur le site de la DREAL Occitanie. La commune a été reconnue en état de catastrophe naturelle au titre des dommages causés par les inondations et coulées de boue survenues en 1982, 1999, 2009, 2014 et 2022,.
Pailhac est exposée au risque de feu de forêt. Un plan départemental de protection des forêts contre les incendies a été approuvé par arrêté préfectoral le 21 avril 2020 pour la période 2020-2029. Le précédent couvrait la période 2007-2017. L’emploi du feu est régi par deux types de réglementations. D’abord le code forestier et l’arrêté préfectoral du 27 octobre 2014, qui réglementent l’emploi du feu à moins de 200 m des espaces naturels combustibles sur l’ensemble du département. Ensuite celle établie dans le cadre de la lutte contre la pollution de l’air, qui interdit le brûlage des déchets verts des particuliers. L’écobuage est quant à lui réglementé dans le cadre de commissions locales d’écobuage (CLE)

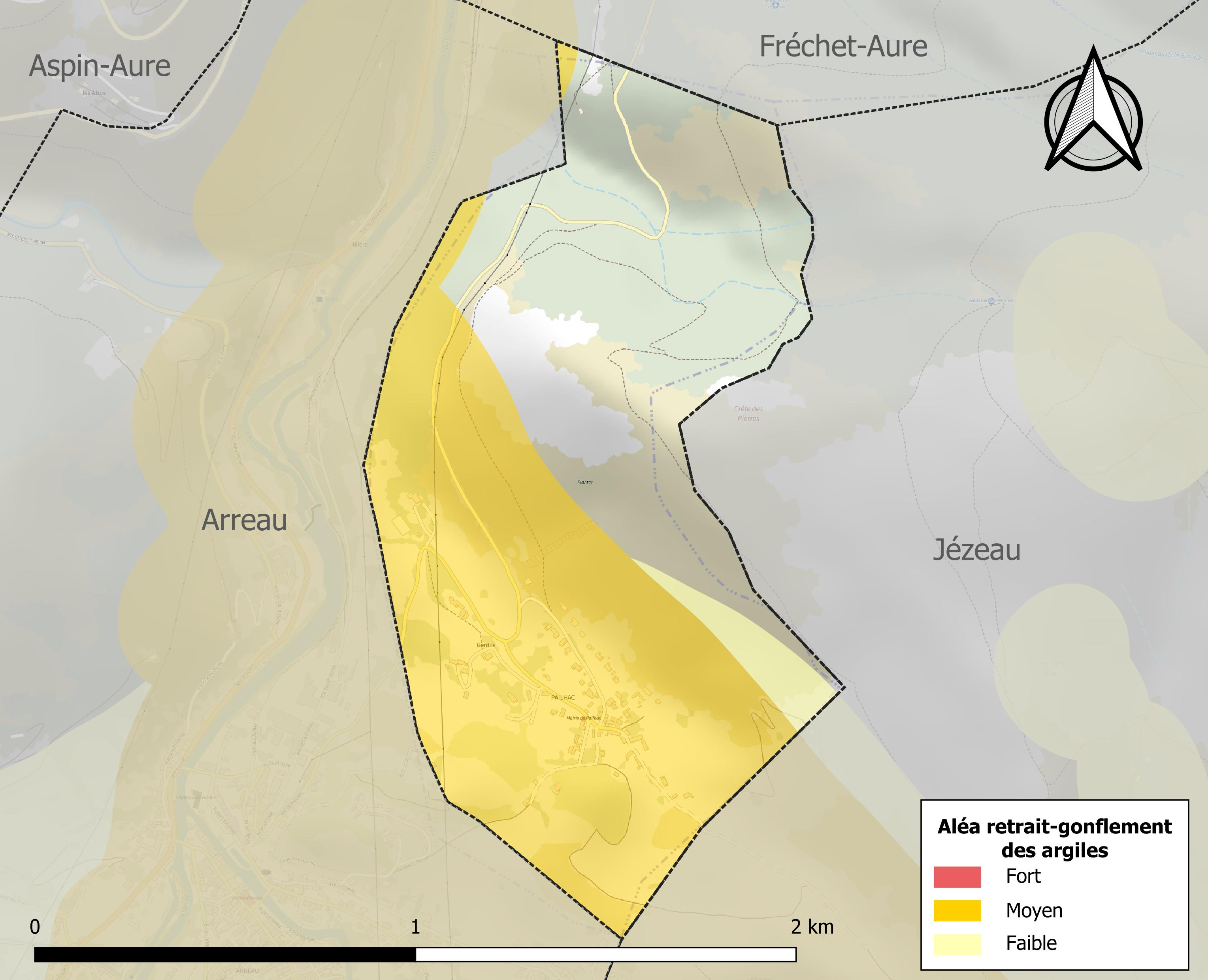
Carte des zones d'aléa retrait-gonflement des sols argileux de Pailhac.

Les mouvements de terrains susceptibles de se produire sur la commune sont des mouvements de sols liés à la présence d'argile et des tassements différentiels.
Le retrait-gonflement des sols argileux est susceptible d'engendrer des dommages importants aux bâtiments en cas d’alternance de périodes de sécheresse et de pluie. 55,1 % de la superficie communale est en aléa moyen ou fort (44,5 % au niveau départemental et 48,5 % au niveau national). Sur les 51 bâtiments dénombrés sur la commune en 2019, 51 sont en aléa moyen ou fort, soit 100 %, à comparer aux 75 % au niveau départemental et 54 % au niveau national. Une cartographie de l'exposition du territoire national au retrait gonflement des sols argileux est disponible sur le site du BRGM,.
Par ailleurs, afin de mieux appréhender le risque d’affaissement de terrain, l'inventaire national des cavités souterraines permet de localiser celles situées sur la commune.
Concernant les mouvements de terrains, la commune a été reconnue en état de catastrophe naturelle au titre des dommages causés par des mouvements de terrain en 1999.

## Toponymie

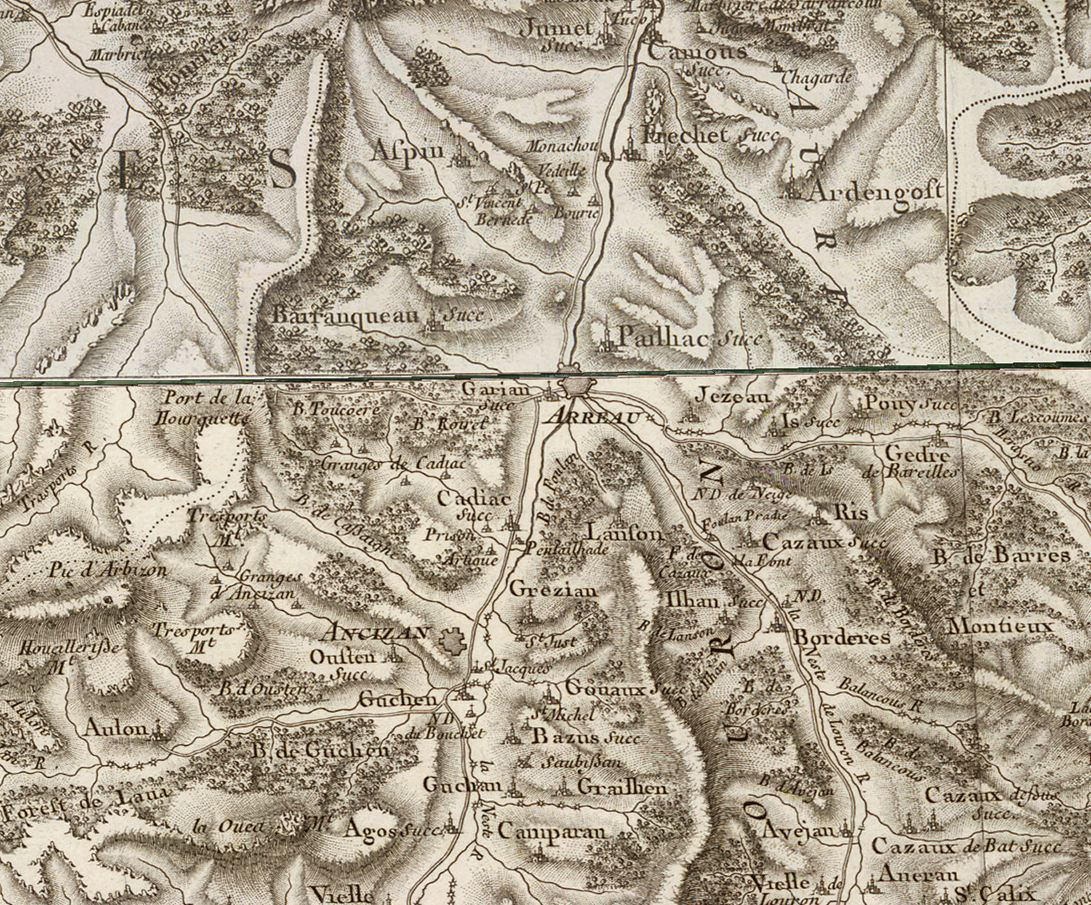
Extrait de la carte de Cassini (entre 1756 et 1789) situant Pailhac au nord-est d'Arreau.

On trouvera les principales informations dans le Dictionnaire toponymique des communes des Hautes-Pyrénées de Michel Grosclaude et Jean-François Le Nail qui rapporte les dénominations historiques du village :
Dénominations historiques :
- De Palhaco (1387, pouillé du Comminges) ;
- Pailhac  (fin XVIIIe siècle, carte de Cassini).

Étymologie : nom de domaine antique, du nom de personnage latin Palius et suffixe -acum (= domaine de Palius).
Nom occitan : Palhac.

## Histoire
Le nom de Pailhac vient peut-être de celui gallo-romain de Pallius qui aurait fondé un domaine rural sur ce replat glaciaire. Pailhac est placée sous le patronage archaïque de saint Étienne et fut le prieural de Jezeau au XIVe siècle, puis une annexe au XVIIIe siècle. Les Abayans, seigneurs les plus puissants du comté d'Aure, sénéchaux d'Aure depuis le XIVe siècle, avaient un château sur Jezeau qui fut détruit par un incendie vers 1530 - 1540. Ils étaient les seigneurs de la seigneurie de Jezeau et donc de Pailhac qui dépendait de Jezeau. Ils avaient comme armoiries un héron de profil, tenant dans une patte une pierre et pour devise Melior vigilantia sommo, « La vigilance est préférable au sommeil ». Au XVIIIe siècle, la seigneurie est achetée par François Dansin, avocat à Vieille Aure, avec les économies paternelles de celui-ci.
Pailhac fut entièrement détruit par un incendie en 1867 à l’exception d’une maison et de l’église. L’architecture du village se caractérise par de grosses maisons rurales et des granges implantées le long des voies ; parmi les bâtiments les plus anciens, on remarque la ferme Daniel de 1822 et la ferme Lamane de 1799. Ce sont des logis à un étage et trois travées, couverts en ardoise.

### Cadastre de Pailhac
Le plan cadastral napoléonien de Pailhac est consultable sur le site des archives départementales des Hautes-Pyrénées.

## Politique et administration

### Liste des maires

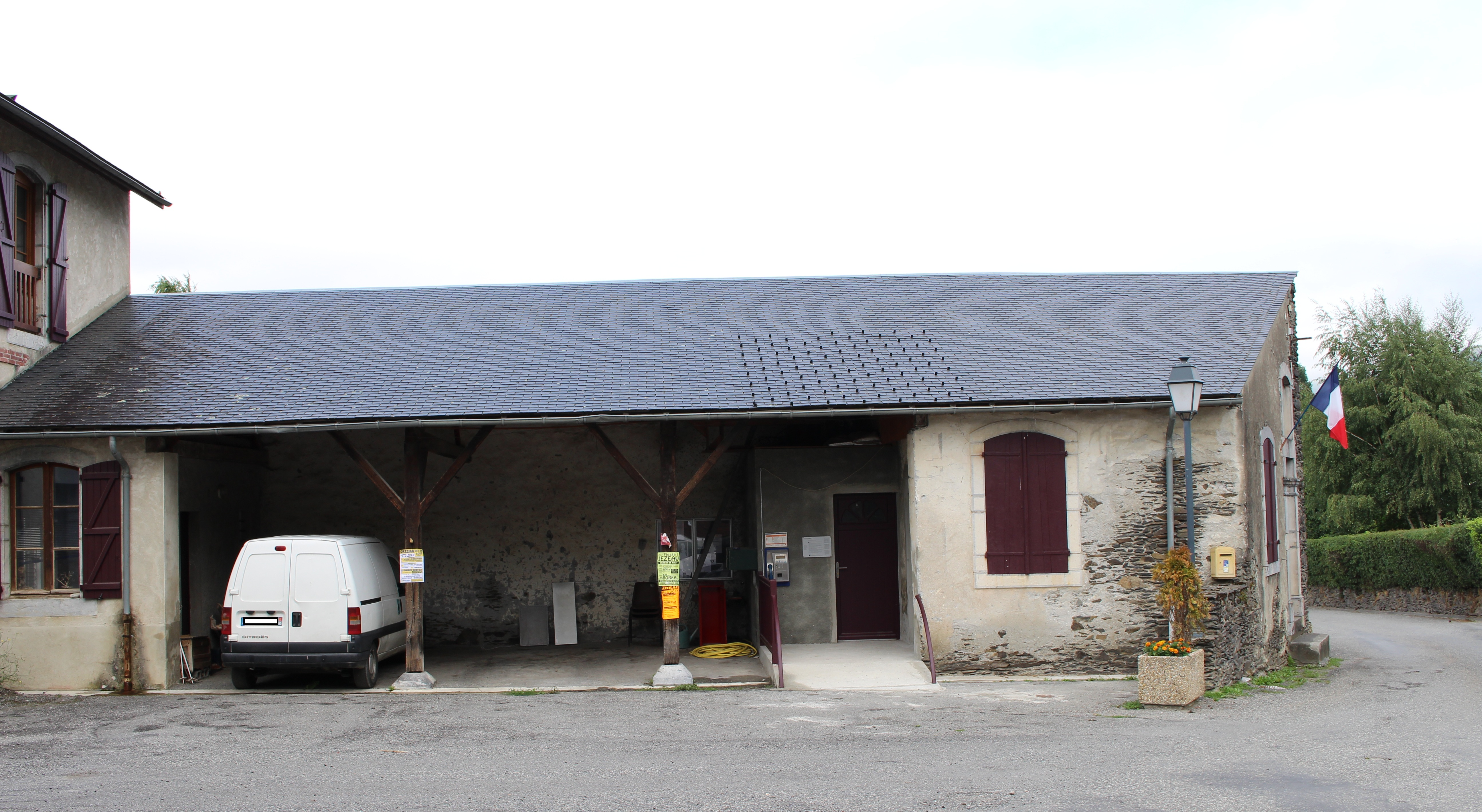
La mairie en 2015.

| Période                                  | Période   | Identité        | Étiquette | Qualité |
| ---------------------------------------- | --------- | --------------- | --------- | ------- |
| Les données manquantes sont à compléter. |           |                 |           |         |
|                                          |           |                 |           |         |
| avant 1988                               | ?         | Dany Verstraete |           |         |
| mars 2001                                | mars 2008 | Joseph Loste    |           |         |
| mars 2008                                | En cours  | Isabelle Robin  |           |         |

### Rattachements administratifs et électoraux

#### Historique administratif
Sénéchaussée d'Auch, pays des Quatre-Vallées, vallée d'Aure, canton d'Arreau (depuis 1801).

#### Intercommunalité
Pailhac appartient à la communauté de communes Aure Louron créée au 1er janvier 2017 et qui réunit 47 communes.

## Population et société

### Démographie

#### Évolution démographique
| 1793 | 1800 | 1806 | 1821 | 1831 | 1836 | 1841 | 1846 | 1851 |
| ---- | ---- | ---- | ---- | ---- | ---- | ---- | ---- | ---- |
| 54   | 63   | 58   | 70   | 63   | 77   | 82   | 84   | 71   |

| 1856 | 1861 | 1866 | 1872 | 1876 | 1881 | 1886 | 1891 | 1896 |
| ---- | ---- | ---- | ---- | ---- | ---- | ---- | ---- | ---- |
| 66   | 73   | 68   | 69   | 69   | 73   | 63   | 56   | 53   |

| 1901 | 1906 | 1911 | 1921 | 1926 | 1931 | 1936 | 1946 | 1954 |
| ---- | ---- | ---- | ---- | ---- | ---- | ---- | ---- | ---- |
| 56   | 54   | 53   | 47   | 49   | 45   | 36   | 25   | 24   |

| 1962 | 1968 | 1975 | 1982 | 1990 | 1999 | 2006 | 2011 | 2016 |
| ---- | ---- | ---- | ---- | ---- | ---- | ---- | ---- | ---- |
| 21   | 18   | 15   | 21   | 28   | 52   | 71   | 63   | 69   |

| 2021 | 2022 | - | - | - | - | - | - | - |
| ---- | ---- | - | - | - | - | - | - | - |
| 79   | 83   | - | - | - | - | - | - | - |

La population de Pailhac a atteint son niveau le plus élevé au milieu du XIXe siècle (84 hab. en 1846) pour tomber à 15 en 1975. Depuis cette date, la tendance s’est inversée grâce à la proximité du bourg d’Arreau.

### Enseignement
La commune dépend de l'académie de Toulouse. Elle ne dispose plus d'école en 2016.

## Économie

### Emploi
|                | 2008  | 2013  | 2018  |
| -------------- | ----- | ----- | ----- |
| Commune        | 8,7 % | 2,3 % | 9,8 % |
| Département    | 7,7 % | 9,4 % | 9,8 % |
| France entière | 8,3 % | 10 %  | 10 %  |

En 2018, la population âgée de 15 à 64 ans s'élève à 52 personnes, parmi lesquelles on compte 82,4 % d'actifs (72,5 % ayant un emploi et 9,8 % de chômeurs) et 17,6 % d'inactifs,. En  2018, le taux de chômage communal (au sens du recensement) des 15-64 ans est supérieur à celui du département, mais inférieur à celui de la France, alors qu'il était supérieur à celui de la France en 2008.
La commune est hors attraction des villes,. Elle compte 12 emplois en 2018, contre 4 en 2013 et 22 en 2008. Le nombre d'actifs ayant un emploi résidant dans la commune est de 39, soit un indicateur de concentration d'emploi de 31,5 % et un taux d'activité parmi les 15 ans ou plus de 75,4 %.
Sur ces 39 actifs de 15 ans ou plus ayant un emploi, 11 travaillent dans la commune, soit 29 % des habitants. Pour se rendre au travail, 81,6 % des habitants utilisent un véhicule personnel ou de fonction à quatre roues, 7,9 % s'y rendent en deux-roues, à vélo ou à pied et 10,5 % n'ont pas besoin de transport (travail au domicile).

## Culture locale et patrimoine

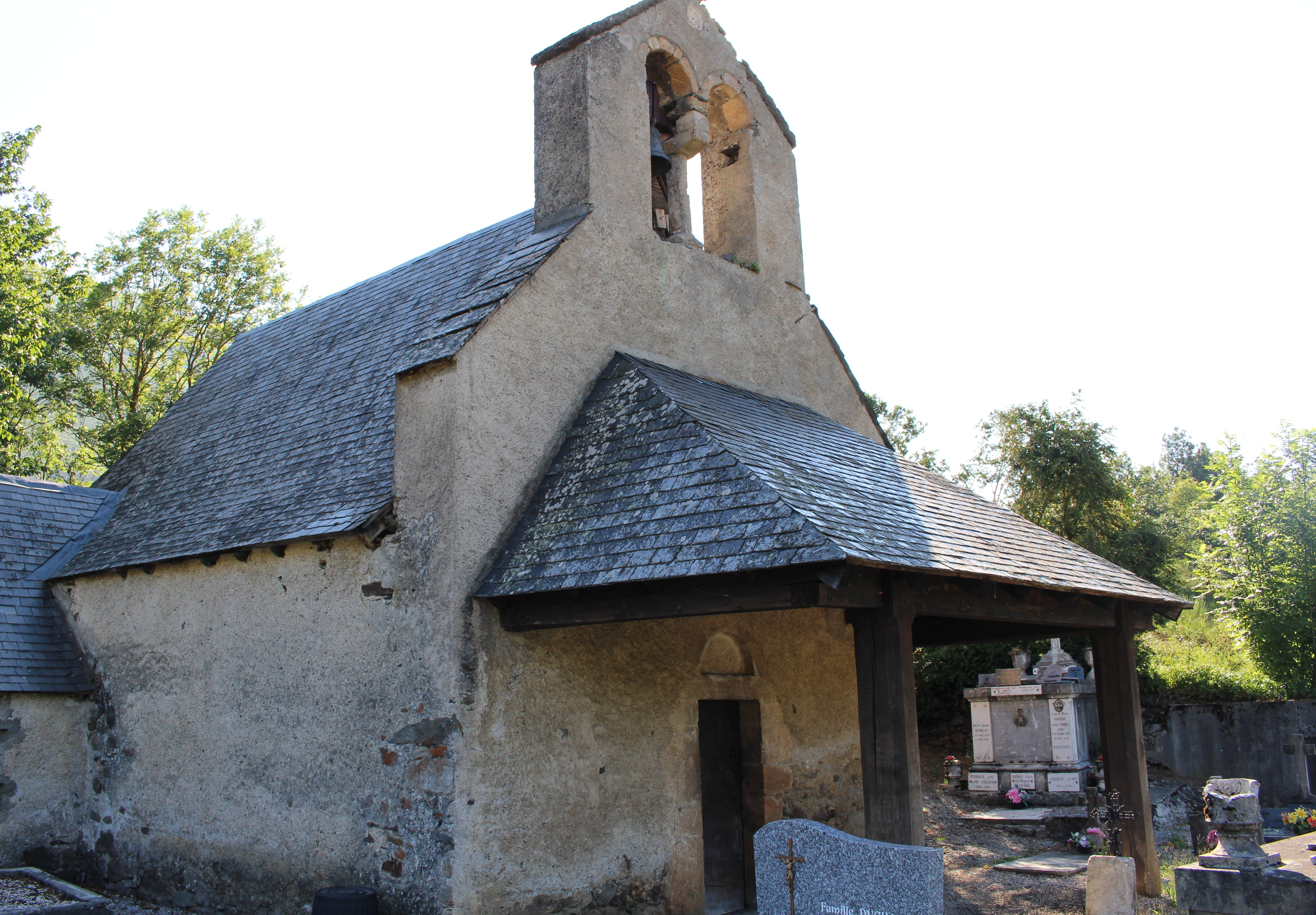
L'église Saint-Étienne en 2015.

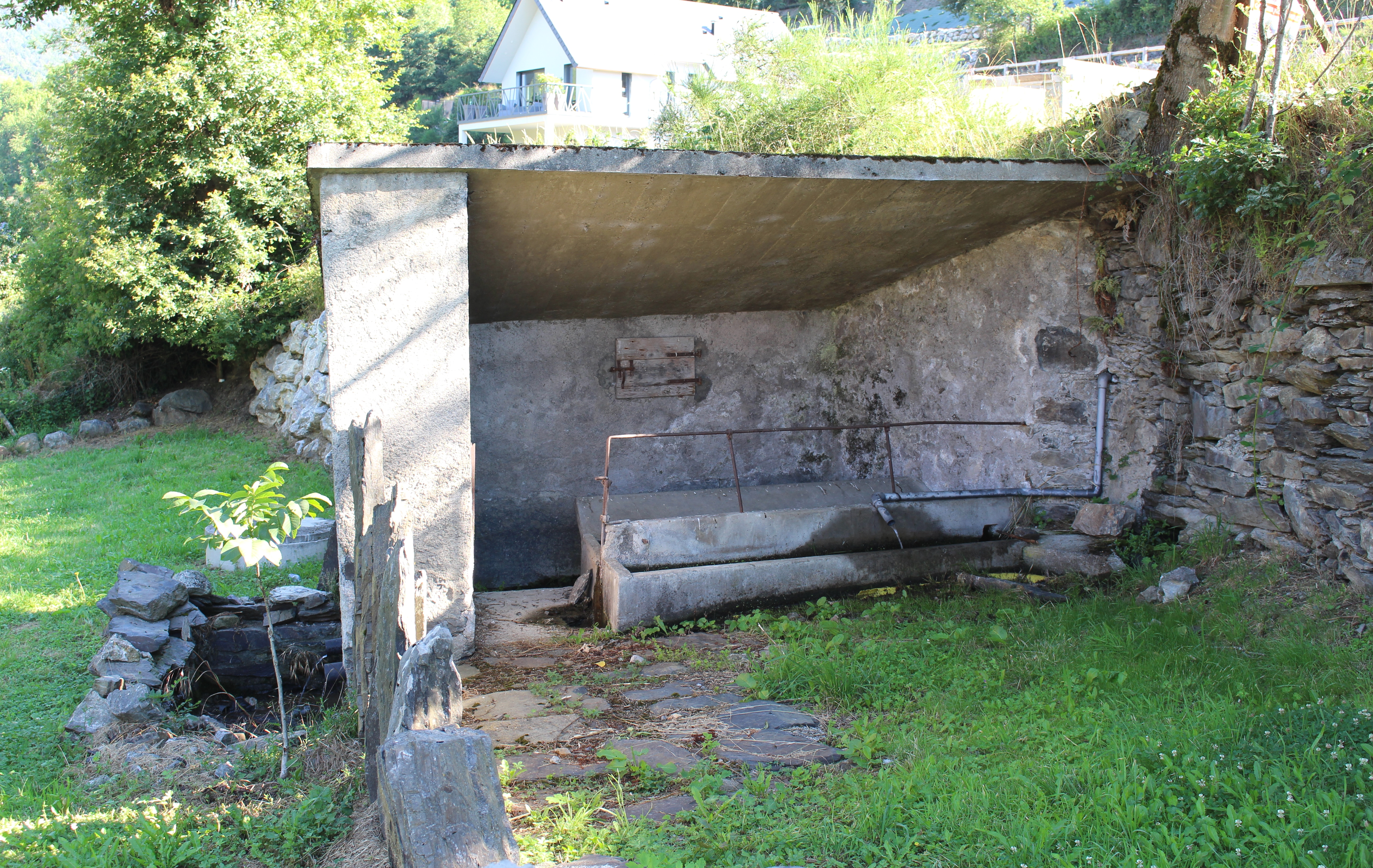
Le lavoir en 2016.

### Lieux et monuments
- Église Saint-Étienne de Pailhac.

Tout à côté au sommet d’un mamelon se dresse comme une sentinelle à son poste la modeste chapelle du village. Église Saint-Étienne du XIIe siècle d’origine romane comme l’indiquent le tympan-chrisme de la porte et la baie jumelée du clocher mur. La sacristie est datée de 1742 par une inscription encastrée dans le mur Ouest  (feuille d’acanthe stylisée en marbre blanc) : « La sacristie a été construite en 1742; Antoine de Lastic étant évêque, Bertrand Corpeyre curé, Exupère Duchan consul et Jean Prugent syndic. »
La cloche unique en bronze à inscription gothique de 1516, mentionne l'inscription suivante :

« PATRINUS.MA. IOHAN †.DE.ABAYAN † ANA.DE.BINOS. TE.DEUM.L'AN.MIL CCCCC XXXXXXXX. »

Les mots sont séparés par des petits caractères gothiques disposés verticalement. Les caractères † sont des médaillons rectangulaires, portant sur le champ une cloche bataillé, marque du fondeur. Le parrain : Noble Jean d'Abayan était seigneur de Jézeau, et la marraine : Anne de Binos fille de noble François de Binos d’Arros avait épousé noble Charles d’Abayan fils du précédent suivant contrat passé à Hèches en Mars 1563 devant maître Dellan, notaire.
Il vaut la peine de visiter cette chapelle, non point si vous voulez au titre de pèlerin mais comme touriste si vous cherchez de beaux points de vue. De là vous admirez un panorama délicieux. On découvre au nord de la gorge de Sarrancolin, le Val d’Aspin, le vallon de Barrancoueu à l’ouest, à l’est celui de Jézeau et au midi les deux ravissantes vallées d’Aure et du Louron et plus loin un immense amphithéâtre de montagnes toutes poudrées de neige au sommet.
- Lavoir.

### Héraldique
| Blason | Blasonnement : Coupé, au premier d'azur à un escargot d'or posé sur la ligne de partition, au second de sinople à la fasce d'argent resarcelée de sable, chargée de l'inscription PAILHAC en lettres capitales aussi de sable. Commentaires : blason vérifié auprès de la mairie. |